# Ère Ninnan
L'ère Ninnan (仁安), aussi connus comme Nin'an, est une des  ères du Japon (年号, nengō, lit. « nom de l'année ») après l'ère Eiman et avant l'ère Kaō. Cette ère couvre la période allant du mois d'août 1166 au mois d'avril 1169. Les empereurs régnants sont Rokujō-tennō (六条天皇) et Takakura-tennō (高倉天皇).

## Changement d'ère
- 3 février 1166 Nin'an gannen (仁安元年?) : Le nom de la nouvelle ère est créé pour marquer un événement ou une série d'événements. L'ère précédente se termine là où commence la nouvelle, en  Eiman 2, le 27e jour du 8e mois de 1166[3].

## Événements de l'ère Ninnan
- 1168 (Nin'an 3, 2e mois ) : Rokujō est déposé à l'âge de cinq ans et reçoit le titre de Daijō-daijin tennō[4].
- 30 mars 1168 (Nin'an 3, 19e jour du 2e mois) : Durant la troisième année du règne de Rokujō-tennō (六条天皇3年), l'empereur est déposé par son grand-père et la succession (senso) est reçue par son cousin, troisième fils de l'empereur retiré Go-Shirakawa. Peu de temps après, Takakura est déclaré avoir accédé au trône (sokui) et il est proclamé empereur[5].
- 29 avril 1168 (Nin'an 3, 20e jour du 3e mois) : Takakura succède à Rokujo sur le Trône du chrysanthème[6].

| Nin'an    | 1re  | 2e   | 3e   | 4e   |
| Grégorien | 1166 | 1167 | 1168 | 1169 |